# Hans Christoph Ernst von Gagern
Hans Christoph Ernst von Gagern (Kleinniedesheim (Worms mellett), 1766. január 25. – Hornau, ma Kelkheim része, 1852. október 22.) báró, német politikai író és államférfi, Heinrich von Gagern édesapja.

## Élete
Miután jogi tanulmányait Lipcsében és Göttingenben elvégezte, a Nassau–Weilburgi-ház szolgálatába lépett és 1791-ben párizsi követ, később pedig miniszterelnök lett. 1811-ben Napóleon egyik rendelete folytán kénytelen volt állását elhagyni és erre Bécsbe távozott, ahol Habsburg–Lotaringiai János főherceggel és Joseph von Hormayrral különösen Tirol felkelését készítette elő. 1813-ban az orosz–porosz főhadiszálláson, majd Angliában működött, ahol az orániai herceg érdekében fáradozott. Midőn ez Napóleon bukása után Hollandiába visszatért, Gagern mint Hollandia követe 1815-ben a bécsi kongresszuson Angliával és Ausztriával egyetértve arra törekedett, hogy Belgium Hollandiához csatoltassék és ily módon egy középállam alakuljon Franciaország és Poroszország között. 1815-től 1818-ig Hollandiát képviselte a német szövetséggyülésen.

## Nevezetesebb munkái
- Mein Anteil an der Politik (4 kötet, Stuttgart, 1822-33 és 2 pótkötet Lipcse, 1845)
- Die Resultate der Sittengeschichte (2. kiad. 4 kötet, Stuttgart, 1835–37)
- Die Nationalgeschichte der Deutschen (két kiadás, Frankfurt, 1825–26, 2 kötet)
- Kritik des Völkerrechts mit praktischer Anwendung auf unsere Zeit (uo. 1840)[4]